# ستيفانو جياكوميلي
ستيفانو جياكوميلي (بالإيطالية: Stefano Giacomelli) (30 أبريل 1990 بسبوليتو في إيطاليا - ) هو لاعب كرة قدم إيطالي في مركز الهجوم. شارك مع منتخب إيطاليا تحت 20 سنة لكرة القدم ومنتخب إيطاليا لكرة القدم للدرجة الثانية ‏. أما مع النوادي، فقد لعب مع إنتر ميلان ونادي بيسكارا ونادي ترنانا ونادي فيتشينزا وASD Città di Foligno 1928 ‏ وItaly national football C team ‏.

## وصلات خارجية
- ستيفانو جياكوميلي على موقع قاعدة بيانات كرة القدم.إي يو (الإنجليزية)
- ستيفانو جياكوميلي على موقع عالم كرة القدم.نت (الإنجليزية)